# Metazygia pallidula
Metazygia pallidula är en spindelart som först beskrevs av Eugen von Keyserling 1864.  Metazygia pallidula ingår i släktet Metazygia och familjen hjulspindlar. Inga underarter finns listade i Catalogue of Life.